# Excrementory Grindfuckers
Die Excrementory Grindfuckers sind eine Grindcore-Band aus Hannover. Kennzeichen ihrer Musik ist die parodistische Mischung von deutschem Schlager und Popmusik mit Grindcore.

## Geschichte
Die Excrementory Grindfuckers wurden von Him und Rob am 22. Mai 2001 ursprünglich als Recording-Projekt gegründet. Zwischen Mai und Oktober 2001 entstanden 30 Stücke, die auf der Bandhomepage zum Download standen. Später wurde eine CD-R mit dem Titel Guts, Gore & Grind zum Verkauf angeboten, die diese Stücke beinhaltete. Durch ihre eigenwillige Mischung aus eingängigen und bekannten Pop-, Rock- und Schlagermelodien (z. B. Europes The Final Countdown, Modern Talkings You’re My Heart, You’re My Soul, When the Saints Go Marching In und Limp Bizkits Rollin’, Bad Religions Punk Rock Song) und Grindcore, der sich durch besonders schnelle und harte Riffs auszeichnet, gewann die Band in der extremen Metal-Szene viele Fans. Neben der rein musikalischen Verarbeitung der Lieder wurden auch alle Stücke mit neuen oder modifizierten Texten versehen, des Weiteren enthielt das Album auch satirische Eigenkompositionen mit Titeln wie Picknick im Zenit metaphysischen Widerscheins der astralen Kuhglocke oder Grind It Yourself.
2004 veröffentlichte man das selbstproduzierte Album Fertigmachen, Szeneputzen!, das mit 99 Tracks und einer Spielzeit von 73:59 min aufwartete und unter anderem Cover von Marmor, Stein und Eisen bricht, Joachim Heiders und Christian Heilburgs Er gehört zu mir, Rudi Carrells Wann wird’s mal wieder richtig Sommer?, Metallicas For Whom the Bell Tolls und Costa Cordalis’ Anita enthielt. Mit diesem Album ging die Band im Herbst 2004 im Vorprogramm der Apokalyptischen Reiter auf Deutschlandtour.
Im Winter 2006/2007 wurde ein neues Album aufgenommen (Eigenproduktion, Spielzeit 79:59 min, ebenfalls 99 Tracks), das unter dem Titel Bitte nicht vor den Gästen und wieder in Eigenregie veröffentlicht wurde. Erstmals halten sich auf diesem Album Coverversionen und Eigenkompositionen anteilig die Waage. Neben den Bandmitgliedern sind auf dem Album zehn Gastsänger vertreten. Zu den Coverversionen zählte hier Udo Jürgens’ Griechischer Wein.
Im Dezember 2007 veröffentlichte die Band ihre Frühwerke von Guts, Gore & Grind erneut inkl. einiger Bonustitel auf CD.
Der für eine Band ohne Label mittlerweile recht hohe Bekanntheitsgrad ermöglichte der Band auch Live-Auftritte auf den größten Metal-Festivals Deutschlands, u. a. dem Wacken Open Air (2008, 2011 und 2014) und dem Summer Breeze Open Air (2006, 2009, 2011, 2012, 2014, 2017 und 2023).
Im Sommer 2010 wurde das Album Headliner der Herzen veröffentlicht, welches wiederum 99 Songs und eine Spielzeit von 79:59 Minuten aufweist. Der Anteil der Coversongs ging gegenüber den Vorgängeralben weiter zurück, sodass mittlerweile 2/3 des Albums aus Eigenkompositionen bestand.
Anfang 2011 ließ die Band über Facebook verlauten, dass Rufus aus persönlichen Gründen die Band verlassen habe. Eine Woche später stieß dann Horn von Jack Slater hinzu, der allerdings nicht lange ein Teil der Band blieb und auf keinem Album der Band zu hören ist.
Das nächste Album Ohne kostet extra erschien im Mai 2013 auf CD und erstmals für ein Album der Band auch auf Vinyl und ist das erste Album der Band ohne Coverversionen, auch wurden diverse Running Gags der früheren Alben (wie zum Beispiel die Albenlänge von 99 Songs, Hidden Track, „How to make Grindcore“-Anleitungen) fallen gelassen.
Anlässlich des Gigs auf dem Wacken Open Air 2014 wurde am 1. August 2014 das Grindfuckers-Weihnachtsalbum Rampampampamm! – Weihnachten mit den Grindfuckers veröffentlicht. Die Verpackung des Albums besteht hierbei aus einem Kalender, der anstelle des bei CD-Alben üblichen Booklets die Texte und Credits enthält. Die Veröffentlichung wurde mit mehreren Auftritten (wie auf dem Wacken Open Air 2014, Summer Breeze 2014, Metal Frenzy 2014) beworben, Ende des Jahres 2014 ging die Band mit dem Album auf Club-Tour durch Deutschland, Österreich und die Schweiz.
Ende 2016 erschien mit Vorsprung durch Hektik das erste Album der Band mit dem neuen Sänger Kai. Es beinhaltet ebenfalls nur Eigenkompositionen. Neben 22 weiteren Songs gibt es mit Der Mann mit der albernen Maske auch einen 10-minütigen Musical-Song zu hören.
Im Sommer 2018 war die Band das erste Mal in Kanada und den USA auf Tour, im Herbst 2018 folgte eine Wiederauflage der Fleischmarsch-Tour, zusammen mit Japanische Kampfhörspiele.

### Nebelmacht
Rob und Him von den Excrementory Grindfuckers führten noch ein Nebenprojekt namens Nebelmacht, das als Satire auf die Black-Metal-Szene gedacht war, jedoch von entsprechenden Webmagazinen überraschend positiv aufgenommen wurde. Der satirische Gehalt der Band zeigt sich vor allem in den pseudo-philosophischen Songtexten und einer absichtlich schlechten Produktion. Die einzelnen Instrumente wurden nach Aussage der Band absichtlich außerordentlich amateurhaft eingespielt (die Keyboard-Parts teilweise sogar mit den Füßen) und die zehn Songs angeblich an einem Tag komponiert und aufgenommen.
Einzige Veröffentlichung von Nebelmacht war ein Seuchenfriede betiteltes Album, das 2002 als kostenloser Download veröffentlicht wurde. Das zugehörige Albencover verwendet das Gemälde Mönch im Schnee von Caspar David Friedrich. Einen „Gastauftritt“ hatte Nebelmacht noch auf dem Excrementory-Grindfuckers-Album Fertigmachen, Szeneputzen! mit einer Coverversion des Liedes Ganz in Weiß von Roy Black.

## Diskografie
- 2001: Guts, Gore & Grind (CD-R; mit 20 Bonustiteln im Dezember 2007 wiederveröffentlicht)
- 2004: Fertigmachen, Szeneputzen! (Eigenproduktion)
- 2007: Bitte nicht vor den Gästen! (Eigenproduktion)
- 2010: Headliner der Herzen (Eigenproduktion)
- 2012: Aus Liebe zum Geld – Ihre schönsten Misserfolge (Eigenproduktion)
- 2013: Ohne kostet Extra (Eigenproduktion)
- 2014: Rampampampamm! – Weihnachten mit den Grindfuckers (Eigenproduktion)
- 2016: Vorsprung durch Hektik (Eigenproduktion)
- 2019: Musik zum Kopfschütteln (Eigenproduktion)

### Als Nebelmacht
- 2002: Seuchenfriede (nur zur Promo)